# أني سوزوكي
أني سوزوكي (باليابانية: 鈴木 杏) و (بالإنجليزية: Anne Suzuki) وهي ممثلة يابانية ولدت في يوم 27 أبريل 1987 في مدينة سيتاغايا، طوكيو في اليابان.

## روابط خارجية
- أني سوزوكي على موقع IMDb (الإنجليزية)
- أني سوزوكي على موقع ألو سيني (الفرنسية)
- أني سوزوكي على موقع أول موفي (الإنجليزية)
- أني سوزوكي على موقع قاعدة بيانات الفيلم (الإنجليزية)
- أني سوزوكي على موقع كينوبويسك (الروسية)